# Chiến dịch Richmond-Petersburg
Chiến dịch Richmond-Petersburg là một chuỗi các trận đánh diễn ra quanh thành phố Petersburg, Virginia, từ ngày 9 tháng 6 năm 1864 đến 25 tháng 3 năm 1865, trong thời Nội chiến Hoa Kỳ. Chiến dịch này vẫn thường được gọi là Cuộc vây hãm Petersburg, mặc dù nó không thực sự là một cuộc vây hãm đúng nghĩa - theo đó một thành phố phải thường xuyên bị bao vây và các nguồn tiếp tế bị cắt đứt - cũng không chỉ giới hạn diễn ra ở Petersburg. Ban đầu, quân đội miền Bắc của trung tướng Ulysses S. Grant đã tấn công Petersburg không thành công và liền xây dựng các tuyến chiến hào trước sau dài tổng cộng hơn 48 km từ ngoại ô phía đông thành phố Richmond, Virginia đến lân cận phía đông và phía nam Petersburg. Petersburg đóng vai trò cốt yếu trong việc tiếp tế cho cho quân đội của Đại tướng Robert E. Lee và thủ đô Richmond của Liên minh miền Nam. Rất nhiều cuộc đột kích đã được tiến hành và các trận chiến nổ ra nhằm mục đích cắt đứt tuyến đường xe lửa tiếp vận đi qua Petersburg dẫn đến Richmond, dẫn đến việc kéo dài các tuyến chiến hào, và làm quá tải những nguồn lực vốn đang kiệt quệ của phe miền Nam.
Lee rốt cục đã phải chịu thua trước những áp lực quá lớn - khi mà các tuyến tiếp vận cuối cùng cũng bị cắt đứt và cuộc vây hãm thực sự bắt đầu - và phải rời bỏ cả hai thành phố trong tháng 4 năm 1865, đưa quân rút chạy trong chiến dịch Appomattox và rồi đầu hàng tại Appomattox Court House. Cuộc vây hãm Petersburg là điềm báo trước việc chiến tranh chiến hào được sử dụng phổ biến trong Chiến tranh thế giới thứ nhất, giành lấy một vai trò đặc biệt trong lịch sử quân sự thế giới. Đây cũng là chiến dịch tập trung được đặc biệt nhiều quân lính người Mỹ gốc Phi, những người đã phải chịu những thương vong nặng nề trong các cuộc chiến như trận Hố bom và trận Chaffin's Farm.